# Уэуэтан
Уэуэта́н (исп. Huehuetán) — посёлок в Мексике, штат Чьяпас, входит в состав одноимённого муниципалитета и является его административным центром. Численность населения, по данным переписи 2020 года, составила 8334 человека.

## Общие сведения
Название Huehuetán с языка науатль можно перевести как — место, где много стариков.
Поселение было основано майянским военачальником Балуном Вотаном в доиспанский период, являясь самым древним в исторической области Соконуско.
В 1540 году Уэуэтан упоминается как столица региона Соконуско, а в 1700 году из-за экономического упадка столица была перенесена в Эскуинтлу.
В 1800 году большая часть Уэуэтана была разрушена из-за вышедшей из берегов одноимённой реки.
В 1882 году, после подписания договора о границах между Мексикой и Гватемалой, поселение вновь становится региональным центром, и получает статус посёлка.
В 1907 году в регион была проложена панамериканская железная дорога, и в 3 км к западу от Уэуэтана строится одноимённая станция.